# Katja Kabanova
Katja Kabanova (Káťa Kabanová en tchèque), JW 1/8, est un opéra en trois actes composé par Leoš Janáček sur un livret, en tchèque, de Vincence Cervinka. L’opéra s’inspire de la pièce L'Orage du dramaturge russe Alexandre Ostrovski. Il a été présenté pour la première fois à Brno le 23 novembre 1921 et a connu un grand succès. Il a été repris à Prague en novembre 1922.
La création française, sous la direction de Jean Périsson, a lieu à Paris au Théâtre de l'Opéra-Comique en 1968, avec Hélène Garetti, Berthe Montmart

## Rôles, tessitures et distributions de la Première
| Rôle                                                           | Tessitures    | Distribution de la Première 23 novembre 1921 Direction musicale : František Neumann |
| -------------------------------------------------------------- | ------------- | ----------------------------------------------------------------------------------- |
| Savël Prokofjevic Dikój, un marchand                           | basse         | Rudolf Kaulfus                                                                      |
| Boris Grigorjevič, neveu de Dikój'                             | ténor         | Karel Zavřel                                                                        |
| Marfa Ignatěvna Kabanová (Kabanicha), veuve d'un rire marchand | contralto     | Marie Hladíková                                                                     |
| Tichon Ivanyč Kabanov, son fils                                | ténor         | Pavel Jeral                                                                         |
| Káťa (Katerina), femme deTichon                                | soprano       | Marie Veselá                                                                        |
| Váňa Kudrjaš, instituteur                                      | ténor         | Valentin Šindler [cs]                                                               |
| Varvara                                                        | mezzo-soprano | Jarmila Pustinská                                                                   |
| Kuligin, l'ami de Vána Kudrjaš                                 | baryton       | René Milan                                                                          |
| Glaša, serviteur                                               | mezzo-soprano | Lidka Šebestlová                                                                    |
| Fekluša, serviteur                                             | mezzo-soprano | Ludmila Kvapilová(-Kudláčková)                                                      |
| Žena (une femme)                                               |               | Ružena Horká                                                                        |
| Rybář (un pêcheur)                                             |               | Václav Šindler                                                                      |
| Opilec (un ivrogne)                                            |               | Josef Tupý                                                                          |
| Femmes et hommes de la ville                                   |               |                                                                                     |

## Résumé
Au XIXe siècle, dans une petite ville de Russie au bord de la Volga, Katja Kabanova vit avec son époux Tikhon  et sa belle-mère Kabanicha, une femme autoritaire et intolérante qui écrase son fils et méprise sa belle-fille. Katja est secrètement aimée par Boris, le jeune neveu du riche marchand Dikoï. En l’absence de son mari, parti pour quelques jours, Katja, fuyant un instant le climat déplaisant de son foyer, rencontre Boris et se laisse courtiser par lui.
Mais une fois Tikhon  revenu à la maison, Katja adopte un comportement de plus en plus erratique. Une rencontre inattendue entre Boris et Katja, Tikhon et Kabanicha déclenchera une série d’événements funestes menant au suicide de Katja.

## Argument
Lieu : La ville russe de Kalinov, sur les rives de la Volga
Date : Années 1860

### Acte 1
Váňa Kudrjáš admire la vue sur la Volga, ce qui amuse la gouvernante, plus prosaïque, du domaine voisin des Kabanov. Deux hommes s'approchent, Dikoj et son neveu, Boris Grigorjevič et Dikoj réprimande Boris. Dikoj apprend alors que Kabanicha, la matriarche de la famille Kabanov, est absente. Dikoj s'en va, et Boris explique à Váňa Kudrjáš pourquoi il tolère ces abus contre lui : ses parents sont morts et, pour pouvoir toucher son héritage, il doit respecter son oncle, quoi qu'il lui dise. Boris confie également à Váňa Kudrjáš qu'il est secrètement amoureux de Káťa, la jeune épouse de Tichon. Káťa apparaît et Kabanicha reproche à son fils Tichon, le mari de Kaťa, son inattention. Tichon et Káťa tentent de la calmer, mais Kabanicha refuse, affirmant à Tichon qu'il gâte Káťa. Tichon se plaint à Varvara, la fille adoptive de la famille, qui lui reproche de se réfugier dans l'alcool au lieu de défendre Káťa.
Dans la maison, Káťa raconte à Varvara son enfance heureuse et son rêve d'avoir un homme qui l'aime vraiment. Tichon entre pour lui dire au revoir, car il se rend à Kazan pour affaires. Káťa lui demande de l'accompagner ou de ne pas partir, mais il insiste. Káťa lui demande alors de lui faire jurer de ne parler à aucun étranger pendant son absence, ce qui laisse Tichon perplexe. Kabanicha annonce que Tichon doit partir, mais pas avant d'avoir expliqué à Káťa comment se comporter en son absence. Tichon lui dit avec respect que Káťa doit traiter Kabanicha comme sa propre mère et toujours se comporter correctement. Il s'incline devant Kabanicha et l'embrasse, ainsi que Kát'a, avant de partir.

### Acte 2
Les femmes travaillent à la broderie. Kabanicha reproche à Káťa de ne pas se montrer plus attristée par l'absence de Tichon. Après le départ de Kabanicha, Varvara montre à Káťa la clé du fond du jardin. Varvara compte y retrouver Váňa, son amant. Elle fait allusion à la même suggestion pour Káťa et lui met la clé dans la main. Káťa hésite, mais s'abandonne finalement au destin et va rencontrer Boris. Elle sort à la tombée de la nuit. Kabanicha réapparaît avec Dikoj, ivre, qui se plaint que les gens abusent de sa nature tendre. Cependant, Kabanicha le réprimande.
Váňa Kudrjás attend Varvara dans le jardin. Boris apparaît alors à l'improviste, après avoir reçu un message l'invitant à s'y rendre. Varvara arrive et, avec Váňa, elle se promène au bord de la rivière. Káťa apparaît alors et Boris lui déclare son amour. D'abord inquiète de la ruine sociale, elle finit par lui rendre la pareille en lui avouant ses sentiments secrets. Ils s'embrassent et partent eux aussi en promenade. Váňa et Varvara reviennent, tandis qu'elle explique ses précautions au cas où Kabanicha surviendrait soudainement. On entend Káťa et Boris chanter en duo, tandis que Váňa et Varvara annoncent qu'il est temps de rentrer.

### Acte 3
Dix jours plus tard
Váňa Kudrjáš et Kuligin se promènent près de la rivière lorsqu'un orage imminent les force à se réfugier dans un bâtiment en ruine. D'autres personnes les rejoignent, dont Dikoj. Váňa tente de calmer Dikoj avec des explications scientifiques sur une nouvelle invention, le paratonnerre. Cependant, cela ne fait qu'irriter Dikoj, qui insiste sur le fait que la foudre n'est pas causée par l'électricité, mais par un châtiment divin. La pluie cesse et les gens commencent à quitter l'abri. Vána rencontre Boris et Varvara. Varvara annonce le retour de Tichon, et Káťa est très agitée. Kabanicha arrive avec Tichon et Káťa. L'orage revient, et les gens pensent d'abord que c'est ce qui contrarie Káťa. Cependant, elle avoue à Tichon devant tout le monde son rendez-vous avec Boris pendant l'absence de son mari. Puis elle s'enfuit dans l'orage.
Le soir approche, après la fin de l'orage. Tichon et une équipe de recherche partent à la recherche de Káťa. D'abord membres du groupe, Varvara et Váňa décident ensuite de quitter le village pour Moscou et commencer une nouvelle vie. Ils partent, et tandis que les chercheurs continuent, Káťa apparaît. Elle sait que sa confession l'a déshonorée et humiliée Boris. Tourmentée, elle souhaite revoir Boris. Boris apparaît, la voit et tous deux s'embrassent. Boris lui annonce que son oncle l'envoie dans une autre ville, mais lui demande ce qu'il adviendra d'elle. Sa santé mentale se détériorant, elle le supplie d'abord de l'accompagner, puis insiste sur le fait qu'elle ne le peut pas et lui fait ses adieux ; il part, attristé. Après avoir pensé à la nature qui continuera de prospérer sur sa tombe, Káťa se jette dans la rivière. Kuligin, de l'autre rive, l'aperçoit et appelle à l'aide. Tichon apparaît, suivi de Kabanicha. Tichon tente d'aider Káťa, mais Kabanicha le retient ; il la blâme pour le suicide de Káťa. Dikoj apparaît avec le corps de Káťa et la dépose au sol. Tichon pleure sur le corps tandis que, sans aucune émotion, Kabanicha remercie les spectateurs – ou, comme c'est souvent le cas, le public – pour leur aide.

## Discographie

### Audio
- 1979/2006: Decca Classics 475 7518 (2006 CD d'un enregistrement de 1979 ; Elisabeth Söderström, Petr Dvorský, Dalibor Jedlička, Naděžda Kniplová; Vladimír Krejčík, Zdenĕk Švehla, Libuše Márová, Jaroslav Souček, Jitka Pavlová, Gertrude Jahn, Adolf Tomaschek, Hedwig Drechsler; Vienna Philharmonic; Chorus of the Vienna State Opera; Sir Charles Mackerras, conductor
- 1994: Supraphon 10 8016-2 612: Drahomíra Tikalová, Ludmila Komancová, Beno Blachut, Viktor Kočí, Zdeněk Kroupa; Prague National Theatre Orchestra et Chorus; Jaroslav Krombholc, conductor
- 1997: Supraphon SU 3291-2 632: Gabriela Beňačková, Dagmar Pecková, Erika Bauerová, Dana Burešová, Eva Randová, Miroslav Kopp, Jozef Kundlák, Peter Straka, Zdeněk Harvánek; Czech Philharmonic; Prague National Theatre Chorus; Sir Charles Mackerras, direction musicale
- 2007: Chandos B00119PUQS: Cheryl Barker, Jane Henschel, Robert Brubaker; Chorus and Orchestra Welsh National Opera; Carlo Rizzi, direction musicale
- 2024: LSO Live LSO0889: Amanda Majeski (Katya), Simon O'Neill (Boris), Katarina Dalayman(Kabanicha), Andrew Staples (Tichon), Ladislav Elgr (Kudrjash), Magdalena Kožená (Varvara), Pavlo Hunka (Dikoy), Claire Barnett-Jones (Glasha & Feklusha), Lukáš Zeman (Kuligin), Chorus et Orchestra London Symphony Orchestra; Simon Rattle (direction musicale).

### Video
- 1998 Salzburg Festival, Czech Philharmonic Orchestra, direction musicale de Sylvain Cambreling, staged by Christoph Marthaler, avec Angela Denoke (Káta Kabanová, Soprano), David Kuebler (Boris), Jane Henschel (Kabanicha), DVD, EuroArts, Kultur, TDK,  2002.
- 2008 Coro Y Orquesta Titular Del Teatro Real, direction musicale de Jiří Bělohlávek, mise en scène de Robert Carsen, avec Karita Mattila (Káta Kabanová), Miroslav Dvorský (Boris), Dalia Schaechter (Kabanicha), Blu-ray and DVD, FRA Musica,  2010.
- 2022: Salzburg Festival. Vienna Philharmonic, direction musicale de Jakub Hrůša, avec Jens Larsen (Dikoj), David Butt Philip (Boris), Evelyn Herlitzius (Kabanicha), Jaroslav Březina (Tichon), Corinne Winters (Katya), Benjamin Hulett (Kudrjáš), Jarmila Balážová (Varvara), Michael Mofidian (Kuligin), Nicole Chirka (Glaša), Ann-Kathrin Niemczyk (Fekluša). Stage director: Barrie Kosky; video : Felix Breisach. Enregistrement live, Août 2022. Blu-ray and DVD: Unitel Edition.